# Proganochelys
Proganochelys, ao lado da Odontochelys, é uma das mais antigas espécies de tartarugas já conhecidas.

## Informações Gerais
Proganochelys quenstedti é a segunda espécie mais antiga da tartaruga descoberta até hoje, conhecida apenas a partir de fósseis encontrados na Alemanha e na Tailândia, em estratos do Triássico Superior, datando de cerca de 210 milhões de anos atrás. Ele tem vários sinônimos, incluindo Chelytherium ("Tartaruga-fera"), Psammochelys ("Tartaruga da areia"), Stegochelys ("Tartaruga telhado") e Triassochelys ("Tartaruga do Triássico"). Há relativamente pouco tempo, era popularmente conhecido pelo sobrenome.
Até 2008, quando a Odontochelys foi descoberta, ela era a espécie de tartaruga mais velha conhecida.
Tinha cerca de 1 metro (3,3 pés) de comprimento, são semelhantes às tartarugas modernas em muitos aspectos: ela não tinha dentes, provavelmente tinha um bico, e teve o casco fortemente blindado; o casco era formado por placas ósseas e os reforços eram como uma gaiola sólido que ficava em torno dos órgãos internos. As placas que constituem a carapaça e do plastron já estavam como nas tartarugas atuais, embora não houvesse placas adicionais ao longo das margens do casco, que teria servido para proteger as pernas. Também ao contrário de todas as espécies modernas de tartaruga, sua cauda era longa, tinha pontas (espinhos) e terminava em um único e pequeno espinho, sua cabeça não podia ser recolhida sob a casca, porém seu pescoço estava protegido por espinhos. Enquanto não tinha dentes na sua boca, ela teve pequenos dentinhos no palato.